# Grande Dépression au Royaume-Uni
La  Grande Dépression (Great Slump) a été, pour le Royaume-Uni, la plus grave crise économique du XXe siècle. Partie des États-Unis à la fin de l'automne 1929, elle s'était rapidement étendue au monde entier. Mais la Grande-Bretagne n'avait pas connu l'essor des États-Unis, du Canada, de l’Argentine ou de l’Australie au cours des années 1920 : aussi les effets de cette crise ont-ils pu paraître moins graves. Le commerce extérieur de la Grande-Bretagne fut diminué de moitié (1929–33), la production de l'industrie lourde réduite d'un tiers, et les revenus du travail salarié ont plongé dans pratiquement tous les secteurs. Au milieu de l'été 1932, le chômage comptabilisé se montait à 3,5 millions, mais beaucoup de travailleurs n'étaient plus employés qu'à temps partiel.
Les zones les plus durement touchées furent plus particulièrement les bassins industriels et miniers du nord de l’Angleterre, l’Écosse, l’Irlande du Nord et le Pays de Galles. Le chômage atteignit 70% dans certaines régions au début des années 1930 (avec un total de plus de 3 millions de chômeurs dans le pays) et bien des familles dépendaient entièrement des subventions régionales appelées dole. Du point de vue politique, le Parti conservateur sort renforcé de cette période dans l'opinion, alors que le Parti travailliste est sérieusement discrédité.

## Contexte

### L'économie britannique dans les années 1920
La Crise de 1929–32 survint à un moment où le Royaume-Uni était encore loin d'avoir récupéré des effets de la Grande guerre. L’économiste Lee Ohanian a pu montrer que ses résultats s'étaient affaissés de 25% entre 1918 et 1921, et qu'ils ne se redressèrent qu'au terme de la Grande Dépression : ainsi, le Royaume-Uni aurait souffert d'une crise ininterrompue de 20 ans à partir de 1918 ; mais comparée au reste du monde, la récession économique fut plus faible au Royaume-uni après 1929.
L’industrie lourde (les charbonnages, les constructions navales et la sidérurgie) qui formait le socle du commerce extérieur de la Grande-Bretagne était très concentrée dans certaines régions de Grande-Bretagne : le Nord de l'Angleterre, les Galles du Sud, l’Irlande du Nord et le Centre de l'Écosse, cependant que les industries innovantes étaient, elles, confinées au sud et au centre de l'Angleterre. Au cours des années 1920, la production industrielle britannique oscillait entre 80 et 100% de son niveau d'avant-guerre, les exportations aux alentours de 80%.

### Les séductions de l’étalon-or
Depuis 1921, la Grande-Bretagne se remettait lentement de l'effort de guerre et de la crise induite. Elle s'était d'ailleurs opposée à une augmentation de la parité de l'or à la Conférence de Gênes (1922) ; mais au mois d'avril 1925, le Chancelier de l'Échiquier conservateur, Winston Churchill, sur la recommandation de la Banque d'Angleterre, raccrocha la livre sterling à l’étalon-or au taux de change d'avant-guerre (une livre valant alors 4.86 dollars US). Cela rendait la livre convertible en or, mais à un taux qui enchérissait terriblement les produits britanniques sur les marchés internationaux. Le cours de l'or était sur-estimé de 10–14%, rendant les exportations britanniques de houille et d'acier moins compétitives. Le redressement économique s'en trouva immédiatement affecté. Pour compenser les effets d'un taux de change élevé, les industries exportatrices tentèrent de réduire les coûts en diminuant les salaires des ouvriers.
Alors les grands bassins industriels entrèrent en récession et y demeurèrent pour le reste des années 1920. Ces industries attirant peu d'investissement, n'engageaient aucun effort de modernisation. Tout au long des années 1920, le chômage se maintint obstinément aux alentours d'un million.

## La crise économique et le gouvernement minoritaire des Travaillistes

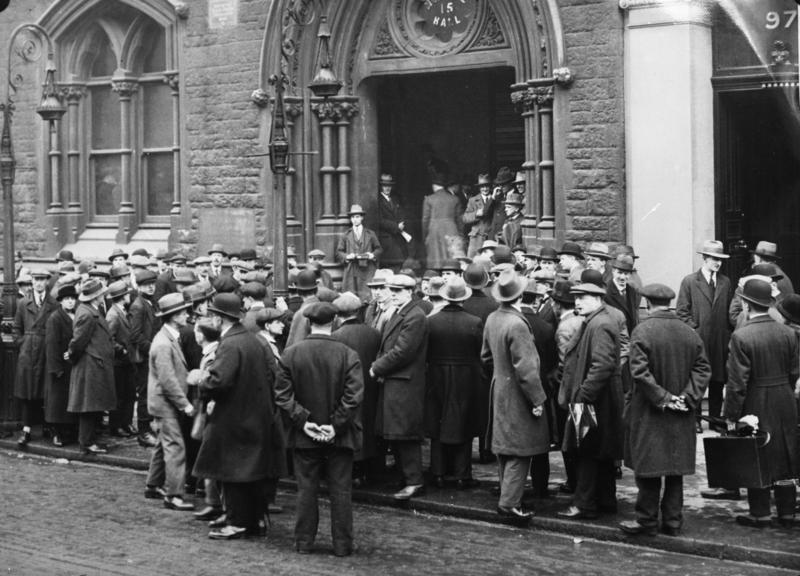
Chômeurs devant un bureau de recrutement à Londres (1930).

En mai 1929, un gouvernement minoritaire travailliste, dirigé par Ramsay MacDonald arriva aux affaires grâce à l'appui des Libéraux. Pour la deuxième fois, un gouvernement travailliste était aux commandes. Ses membres étaient peu instruits de science économique et n’avaient qu’une expérience sommaire de la gestion ; cela dit, le parti travailliste de MacDonald n'avait rien d'extrémiste en matière d'économie, et adhérait volontiers à l’orthodoxie financière de l’École classique et son obsession de maintenir à tout prix un budget équilibré.
Au mois d’octobre 1929, le krach boursier de New York annonçait une crise mondiale. John Maynard Keynes, qui n'avait pas vu venir cette crise, déclara « Il n’y aura pas de conséquences graves ni directes à Londres. Nous trouvons les perspectives décidément encourageantes. »
Les Cassandre de gauche, comme Sidney et Beatrice Webb, J.A. Hobson et G. D. H. Cole, reprenaient leurs prophéties coutumières sur l'effondrement imminent du système capitaliste ; mais cette fois, ils étaient écoutés. Un groupe de réflexion, le Left Book Club, fondé en 1935, en confirmait les symptômes chaque mois : il renforça dans l'opinion britannique la crédibilité d'une économie planifiée.
L'effondrement de l'économie américaine qui suivit bouleversa le monde entier : les échanges internationaux se raréfièrent, les prix baissaient et, les crédits américains disparus, les gouvernements étaient confrontés à une crise financière. Plusieurs pays réagirent par l'adoption improvisée de barrières douanières, ce qui aggrava la crise en ralentissant encore un peu plus les échanges internationaux. L’Empire Britannique tâcha de conserver sa cohésion en instituant des tarifs préférentiels tout en pénalisant les produits américains et allemands.
Mais comme la demande baissait, les effets sur les bassins industriels en Grande-Bretagne furent soudains et dévastateurs. À la fin de 1930, le chômage avait plus que doublé, passant d'un million à 2,5 millions (de 12% à 20% de la population active) ; quant aux exportations, elles avaient baissé en valeur de 50%. Les chômeurs ne bénéficiaient d'aucune indemnisation, de sorte que ce chômage de masse entraîna un appauvrissement d'une grande partie de la population de Grande-Bretagne. Du fait de la baisse des salaires, les rentrées fiscales baissaient, alors que le coût du traitement du chômage augmentait. Les bassins miniers et les régions industrialisées furent les plus touchés : à cause du déclin de l'industrie lourde, 30% d'hommes en âge de travailler étaient au chômage à Glasgow en 1933. Londres et le sud-est de l’Angleterre, plus tournés vers les services, s'en tiraient mieux.
Poussé par ses alliés Libéraux ainsi que par l'opposition conservatrice, le gouvernement travailliste nomma une commission pour évaluer l'état des finances publiques. Le May Report de juillet 1931 préconisait une baisse des salaires du secteur public et des coupes sombres dans les dépenses publiques (notamment dans les indemnités de chômage) pour ré-équilibrer le budget. L'idée générale était que tout déficit est par nature dangereux et qu'il faut le maîtriser ; la conclusion du rapport était de résorber le déficit à hauteur de 24 millions de £ en augmentant les impôts des classes aisées, et les 96 millions de £ restant par des économies, en escomptant 64 millions de £ de baisse des dépenses grâce à la baisse du chômage. Cette proposition s'avéra profondément impopulaire parmi les Travaillistes et leurs principaux supporters, les syndicats, qui, comme certains ministres, dénoncèrent ces mesures ; néanmoins, le Chancelier de l’Échiquier, Philip Snowden, appela à leur application pour éviter un budget en déficit.
Dans un mémoire publié en janvier 1930, un jeune ministre, Oswald Mosley, proposa au gouvernement de nationaliser les banques et l'industrie lourde, tout en augmentant les retraites pour stimuler la consommation. Lorsqu'il vit ses idées repoussées par ses collègues, il quitta les Travaillistes pour former le New Party, puis la British Union of Fascists.

## Le gouvernement d'union nationale

### Les raisons
Le débat entre réduction des dépenses et baisse des salaires fit exploser le gouvernement travailliste : de façon irréversible, comme il apparut bientôt. L'impasse politique qui s'ensuivit fit paniquer les investisseurs, et l'économie dut subir les affres d'une nouvelle fuite des capitaux et de l’or. Alors MacDonald, à la demande du roi George V, décida de former un « gouvernement d'union nationale » avec les Conservateurs et les Libéraux.
Le 24 août, MacDonald présenta la démission de son gouvernement et invita ses ex-collègues à former le nouveau gouvernement d'union nationale. MacDonald et ses partisans furent exclus du Parti Travailliste : ils adoptèrent une nouvelle étiquette, celle du « National Labour. » Le Parti Travailliste, ainsi que quelques Libéraux emmenés par David Lloyd George, passèrent dans l'opposition. Le Parti Travailliste dénonça MacDonald comme traître au parti.
Peu après, les Élections générales de 1931 virent la victoire sans appel des Conservateurs, le parti Travailliste, désormais décapité, n'emportant que 46 sièges au Parlement. Le gouvernement d'union nationale allait désormais être dirigé par les Conservateurs, bien que MacDonald conserve son poste de premier ministre jusqu'en 1935.

### Mesures d'urgence
Soucieux d'équilibrer le budget et de rétablir la confiance dans la livre sterling, le gouvernement d'union nationale avec Philip Snowden comme chancelier de l’Échiquier, présenta le 10 septembre 1931 un budget de crise qui instituait une série de coupes dans les dépenses publiques et les traitements des fonctionnaires : les salaires du secteur public devaient être diminués de 10%, et l’impôt sur le revenu passa de 4s 6d à 5s par livre sterling (soit entre 22.5% et 25%) ; mais la baisse des salaires se heurta à une fronde, et entraîna une mutinerie non violente dans la Royal Navy.
Ces mesures étaient déflationnistes et ne faisaient que réduire le pouvoir d'achat : frappant la consommation des ménages, elles aggravaient la situation, si bien qu'à la fin de 1931 le chômage atteignait presque 3 millions.
Ces mesures furent également défavorables au maintien du cours de la livre, qui était pourtant l'objectif avoué du gouvernement d'union nationale ; car la fuite de l'or continuait, et le Trésor dut finalement abandonner l’étalon-or en septembre 1931. Jusque-là, le gouvernement avait religieusement suivi l'orthodoxie financière, fondée sur l'équilibre du budget et le maintien de l'étalon-or. Au lieu de la catastrophe annoncée, l’abandon de la convertibilité en or s'avéra une initiative salvatrice. D'emblée, le taux de change de la livre tomba de 25%, passant de 4,86 $ à 3,40 $. Les exportations britanniques redevinrent compétitives, ouvrant la voie à un redressement graduel de l'économie : le pire était passé,.
Aussi, en application des accords d'Ottawa, Neville Chamberlain, devenu Chancelier après les élections de 1931, introduisit en 1932 une hausse de 10% des tarifs douaniers sur les importations agricoles et industrielles sauf pour les pays de l’Empire Britannique. L’introduction de tarifs douaniers provoqua une scission au sein des Libéraux, dont certains, à l'exemple de Phillip Snowden, retirèrent leur soutien au Gouvernement d'union nationale.

## La récession
Si pendant les années 1930 l’économie britannique présentait un tableau sombre, les effets de la crise étaient contrastés : certaines régions (les Home Counties), certaines industries se comportaient mieux que d'autres. Le secteur le plus dynamique était l'immobilier : de 1926 à 1939, on construisit chaque année plus de 200 000 nouvelles maisons, avec un pic de 365 000 logements en 1936. Plusieurs districts suburbains de Londres et d'autres grandes villes virent le jour à cette époque, et Brighton conserve encore bien des traces du style Art déco alors prévalent.

### Le Sud et les Midlands
À Londres et dans le Kent, si le chômage explosa d'abord jusqu'à 13,5%, la fin des années 1930, où la croissance des banlieues pavillonnaires était stimulée par des taux d'intérêt bas, conséquence de l'abandon de l'étalon-or, reste comme une période de prospérité dans ces régions. D'autre part, la population croissante de Londres maintenait à flot l'économie des Home Counties.
Le sud était aussi le berceau d’industries plus récentes : l’électricité, en pleine croissance grâce à l'électrification de l'industrie et des foyers. La production en série procura de nouveaux équipements aux ménages, comme les cuisinières électriques et les postes radio, désormais à portée des classes moyennes : les fabricants de ces matériels prospéraient. Près de la moitié des nouvelles usines de Grande-Bretagne créées entre 1932 et 1937 l'ont été dans le Greater London.
Autre industrie florissante des années 1930 : l’industrie automobile britannique. Pour les agglomérations qui s'y étaient lancées, comme Birmingham, Coventry et Oxford, les années 1930 furent une période heureuse, puisque le nombre de voitures sur les routes d'Angleterre a doublé au cours de la décennie. Les constructeurs Austin, Morris et Ford dominaient alors ce marché.

### Le Nord et les bastions industriels

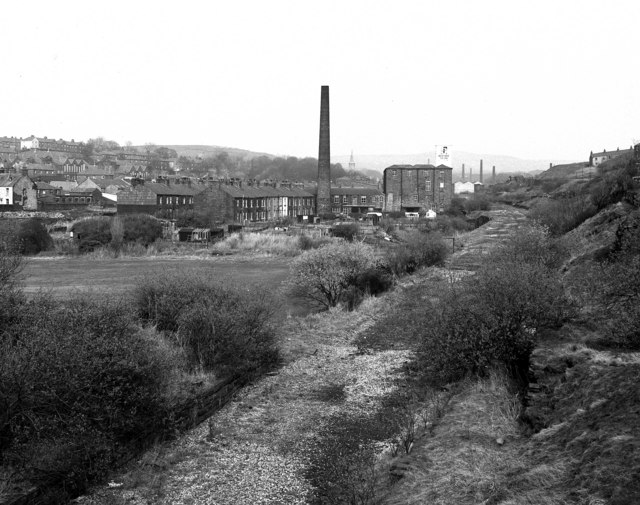
Vallée de Rossendale (Lancashire). Les filatures de coton avaient fait vivre la région pendant deux siècles.

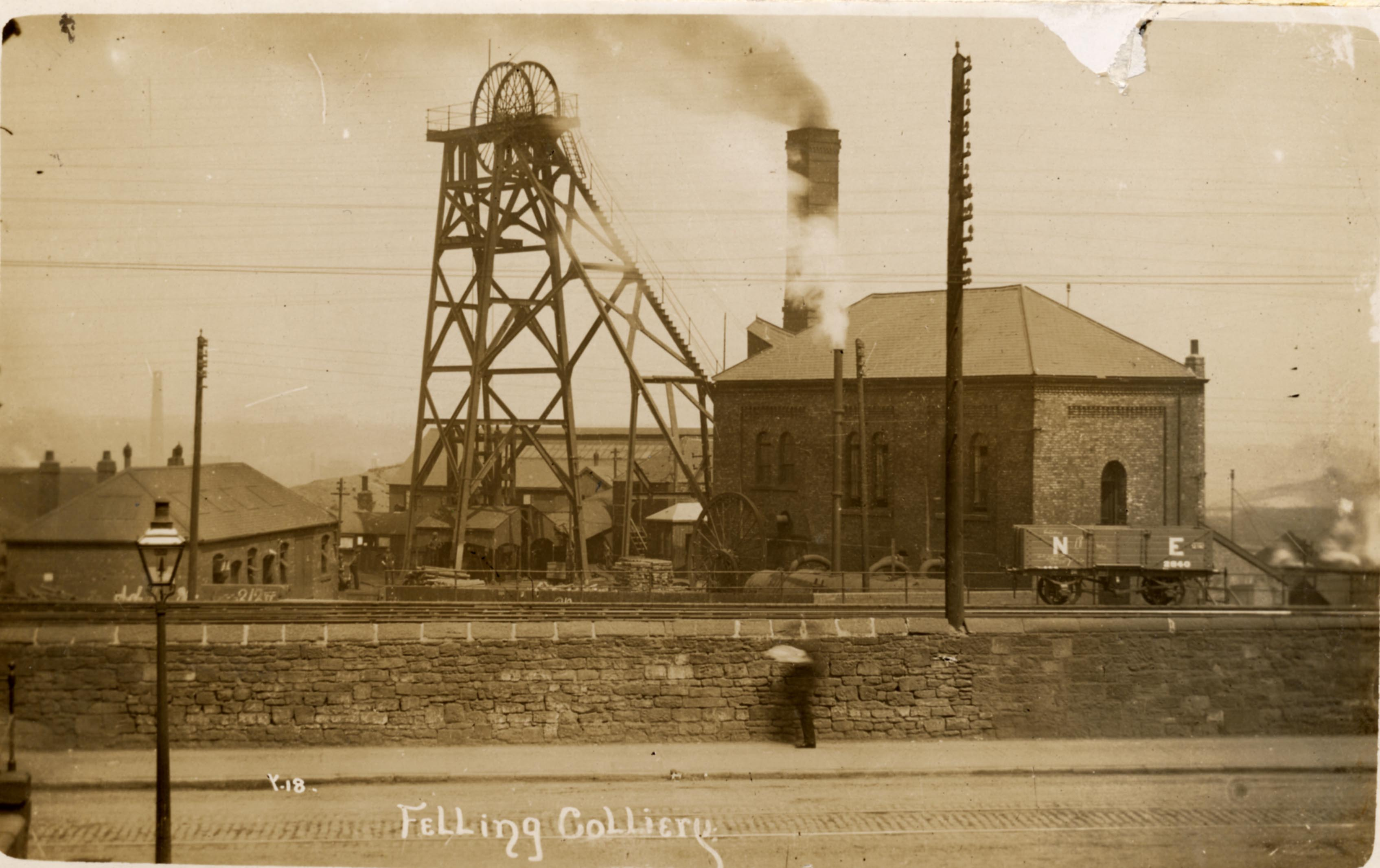
Mines de charbon de Felling (Tyne and Wear).

Mais dans le Nord de l'Angleterre, c'était une tout autre affaire. Avec ses mines de charbon du Yorkshire et du Nottinghamshire, les constructions navales du  Tyneside et du Wearside, la sidérurgie à Sheffield et les filatures du Lancashire, le nord était le bastion de l'industrie lourde britannique, essentiellement tournée vers l’exportation. Il subit la crise de plein fouet, et les années 30 furent les pires de mémoire d'homme pour les habitants de cette région. Mais si la crise eut des conséquences aussi dramatiques, c'est que ces industries étaient déjà en déclin structurel : pour des industries de base comme les charbonnages, la sidérurgie et les constructions navales, les usines britanniques étaient trop vétustes, trop petites et trop peu motorisées pour faire pièce à leurs rivales du continent.
Dans le nord-est (y compris Sunderland, Middlesbrough et Newcastle-upon-Tyne)  c'était plus particulièrement le cas : car la région était l'un des plus gros centres mondiaux de constructions navales. La crise provoqua l'effondrement de la demande en navires : de 1929 à 1932, la production de navires déclina de 90%, ce qui, en retour, affecta toute la chaîne de sous-traitance, la sidérurgie et les charbons. Dans certaines villes et banlieues du nord-est, le chômage atteignit jusqu'à 70%. Les villes les plus touchées étaient Jarrow, où le chômage poussa les ouvriers à parcourir 480 km jusqu'à Londres pour protester contre le chômage.
Le Nord-ouest, bastion traditionnel de l'industrie textile, fut lui aussi durement touché, et des villes comme Manchester et Lancashire furent sinistrées. Les vallées du sud du Pays de Galles, traditionnellement vouées aux charbonnages et à la sidérurgie, furent ravagées par la crise : les forges de Merthyr Tydfil et de Swansea connurent un chômage de plus de 25% à certains moments. La ceinture industrielle du centre de l’Écosse, tournée vers la construction navale avec les chantiers de Glasgow, paya également un lourd tribut.
Dans toutes ces régions, des millions de chômeurs et leurs familles étaient livrés à eux-mêmes, et ne survivaient que grâce aux soupe populaires. Un rapport gouvernemental du milieu des années 1930 estimait qu'environ 25% de la population du Royaume-Uni en était réduite à un régime de subsistance, sujette à la  malnutrition infantile et au cortège de maladies associées : scorbut, rachitisme et tuberculose. George Orwell a fait le tableau de ces chômeurs du Nord dans son livre-témoignage The Road to Wigan Pier : « Des centaines d'hommes risquent leur vie, des centaines de femmes piétinent dans la boue pendant des heures... en quête de morceaux de charbon au milieu des terrils, rien que pour chauffer leur logis. Pour eux, ce charbon gratuit, péniblement recueilli, était plus vital que la nourriture. »

## L’État-providence dans les années 1930
Dans les années 1920 et 1930, la Grande-Bretagne bénéficiait de prestations sociales relativement en avance sur celles des autres nations industrialisées. Dès 1911, un système obligatoire et universel de sécurité sociale et d'assurance-chômage avait été mis en place par le gouvernement Libéral de H. H. Asquith. Ce programme reposait sur une caisse financée pour partie par les impôts, les cotisations des employeurs et des salariés. Au début il ne concernait que certaines branches mais, en 1920, il s'était généralisé à tous les métiers manuels.
Malgré tout, les caisses sociales n'indemnisaient qu'à proportion des cotisations acquittées, et non en fonction des besoins ; en outre, l'indemnisation ne durait que 15 semaines : tous ceux qui restaient sans travail pour une durée plus longue ne subsistaient que grâce à des mesures d'urgence régionales. Et c'est un fait que les millions d'ouvriers trop peu payés pour pouvoir cotiser, ou demeurés trop longtemps sans emploi, restaient sur le carreau. Compte tenu du chômage de masse des années 1930, les caisses d'assurances durent faire face à une crise de capitalisation.
Au mois d'août 1931, le système mis en place en 1911 fut remplacé par une assurance-chômage entièrement financée par l’État. Pour la première fois, ce dispositif indemnisait en fonction des besoins plutôt qu'en fonction du taux d'imposition ; mais l'attribution d'indemnité de chômage était conditionnée par un strict niveau de revenu : tout candidat à cette indemnité devait se soumettre à un contrôle fouillé d'un commissaire fiscal pour vérifier qu'il ne disposait d'aucune source de profit annexe. Pour bien des familles modestes, c'était une expérience humiliante.

## Une lente convalescence
Après le retrait de la Grande-Bretagne de l'étalon-or et la dévaluation de la livre sterling, les taux d'interêt baissèrent de 6% à 2%. En conséquence, les exportations devinrent plus compétitives sur les marchés étrangers que celles des pays ayant conservé la parité avec l'or. Cela provoqua une modeste reprise et une baisse du chômage à partir de 1933 ; et bien que les exportations n'eussent pas retrouvé leur niveau d'avant la crise, elles étaient néanmoins en croissance.
Cependant la reprise de l'emploi concernait essentiellement le sud de l'Angleterre, où des taux d’intérêt bas avaient stimulé l'immobilier, lequel profita à l'industrie nationale ; mais le Nord et le Pays de Galles demeurèrent sinistrés jusqu'à la fin de la décennie. Dans les régions les plus meurtries, le gouvernement lança des grands travaux pour relancer l'économie locale et réduire le chômage : construction de routes, commandes aux chantiers navals, et taxation des importations d'acier. Si elles eurent un effet positif, elles étaient d'une trop faible ampleur pour résorber significativement le chômage.

## Réarmement et redressement économique

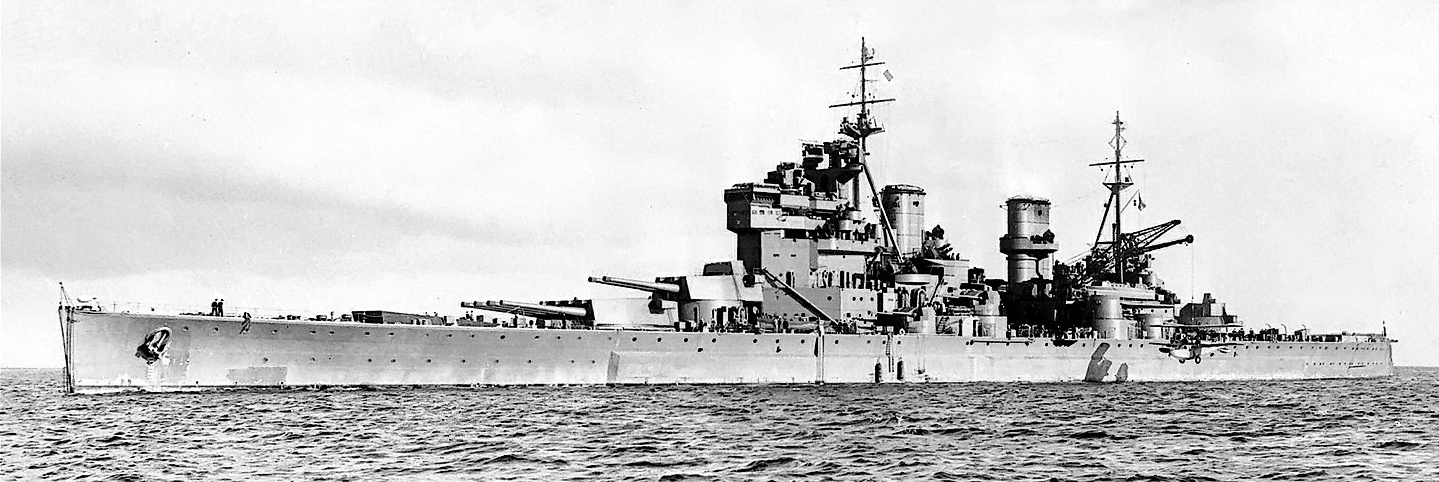
Le HMS Prince of Wales, cuirassé de classe King George V (1939), a été commandé et mis en chantier en 1936.

Comme la dette extérieure de la Grande-Bretagne représentait 180% du PIB, la reprise économique s'annonçait encore lointaine. Si le Royaume-Uni parvint à se redresser plus rapidement que d'autres pays de niveau de développement comparable, c'est que, paradoxalement, sa croissance avait longtemps stagné, et que son économie, d'une certaine manière, tombait de moins haut. Grâce à l’abandon de l'étalon-or en 1931, la Grande-Bretagne parvint à baisser ses taux directeurs, et donc les taux d’intérêt réels, d'où le boom de l'immobilier dans le sud de l'Angleterre et un rebond économique. Cela permit au gouvernement d'investir dans la production nationale de biens et de services, et de rétablir les finances du pays.
À partir de 1936, face aux coups de force de l'Allemagne nazie, le Gouvernement d'union nationale poursuivit une politique de réarmement de masse. Dès 1937, le chômage était retombé à 1,5 million, mais il faut dire qu'il remonta à 1 810 000 en janvier 1938 : aussi la reprise promettait-elle de n'être qu'éphémère
.

## Conséquences de la crise de 1929

### Une politique de consensus

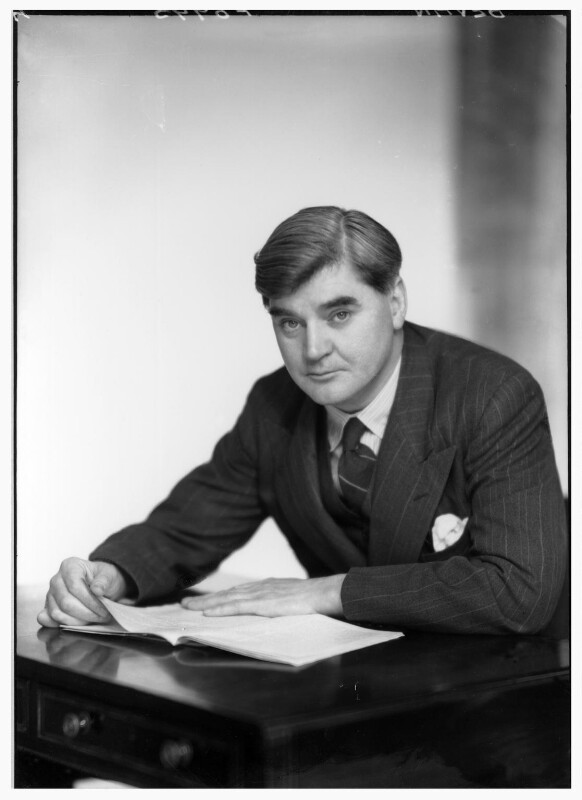
Aneurin Bevan, promoteur du National Health Service

À la fin de la Deuxième guerre mondiale, une majorité de Britanniques, en particulier la Classe ouvrière, mais aussi les hommes et femmes mobilisés, renâclaient à un retour à la politique monétaire d'Avant-guerre, associée dans leur souvenir à la dureté des années 1930 : l'aspiration était à un progrès social. Aux Élections générales de 1945, et à la surprise de nombreux observateurs, Winston Churchill fut défait par le parti travailliste de Clement Attlee.
Le gouvernement travailliste érigea alors sur les acquis d'Avant-guerre ce qui allait devenir un état-providence complet « du berceau à la tombe », et institua un impôt pour financer le National Health Service. Il se lança dans une  politique de relance keynésienne visant à stimuler artificiellement la demande pour atteindre le plein emploi. Ces mesures restent dans l'histoire comme la traduction d'un « consensus d'après-guerre » : elles ont été approuvées alternativement par tous les partis politiques.
Pour autant, il y eut des désaccord francs sur l'interventionnisme de l’État dans la sidérurgie : tandis qu’un gouvernement la nationalisait, l’alternance conservatrice la privatisait ensuite, avec pour seule conséquence une ré-nationalisation au retour aux affaires des travaillistes. Dans ses grandes lignes, le Consensus d’après-guerre s’est maintenu jusqu’à la fin des années 1970. Mais après le premier choc pétrolier, il devint de plus en plus clair qu'un changement radical s’imposait : la hausse de l’inflation, la crise industrielle et la faiblesse croissante de la livre sterling freinaient la croissance. Faute de volonté politique et d'une majorité nette aux Communes, il faudra attendre la victoire des Conservateurs emmenés par Margaret Thatcher en 1979 pour bouleverser les orientations du pays.

### Jugements
Les événements des années 1930, ainsi que les réactions du Parti Travailliste ou des gouvernements d'union Nationale à la crise, ont déchaîné d'abondantes controverses.
Dans les décennies qui suivirent la Deuxième guerre mondiale, la plupart des historiens critiquaient les gouvernements britanniques de l'Entre-deux-guerres : certains, comme Robert Skidelsky dans son essai Politicians and the Slump, opposaient les politiques orthodoxes du Parti Travailliste ou des gouvernements d'union Nationale aux politiques de relance énergiques préconisées par David Lloyd George et Oswald Mosley, et aux réactions plus franchement interventionnistes et keynésiennes d'autres pays : le New Deal de Franklin Roosevelt aux États-Unis, la relance des Travaillistes en Nouvelle- Zélande, et du Parti social-démocrate en Suède.
Depuis les années 1970, l'opinion est plus tempérée. Ainsi, dans la préface à l'édition de 1994 de Politicians and the Slump, Skidelsky reconnaît que les dernières crises monétaires et la fuite des capitaux justifient d'une certaine manière la prudence d'hommes politiques qui ne recherchaient que la stabilité en réduisant le coût du travail et en défendant le cours de la monnaie.